# Карадах
Карадах, Карадак, Карадач, Каридахос (Karadach; Karidachos) - ватажок акацирів, кочового племені, що мешкало на теренах сучасної України за часів правління Аттили.  Помер близько 450 року.
Був вимушений стати васалом короля гунів, проте шукав підтримки у Візантії, як потенційного союзника в боротьбі проти гунів, але безрезультатно. Його наступником став син Аттили Денгизих.
Згадується також в творах візантійського дипломата Приска.